# Amphionthe chiriquina
Amphionthe chiriquina là một loài bọ cánh cứng trong họ Cerambycidae.